# Раджойр (подокруг)
Раджойр (бенг. রাজৈর, англ. Rajoir) — подокруг в центральной части Бангладеш в составе округа Мадарипур. Образован в 1914 году. Административный центр — город Раджойр. Площадь подокруга — 229,29 км². По данным переписи 1991 года численность населения подокруга составляла 204 356 человек. Плотность населения равнялась 891 чел. на 1 км². Уровень грамотности населения составлял 28,45 %. Религиозный состав: мусульмане — 64,48 %, индуисты — 35,30 %, прочие — 0,22 %.